# Gare de Golf Halt
Gare de Golf Halt est une gare de la ligne de Fairbourne à Penrhyn. Elle est située près de la ville de Dolgellau dans le comté de Gwynedd, au Pays de Galles.

## Histoire

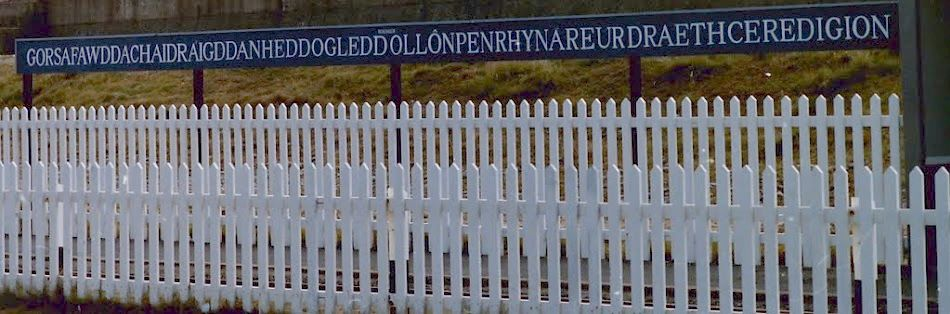
ancienne signalétique

Elle a disposé d'un nom de 68 lettres, Gorsafawddacha'idraigodanheddogleddollônpenrhynareurdraethceredigion, qui se traduit par « La gare Mawddach et ses dents de dragon à la Route de Northern Penrhyn sur la plage dorée de la baie de Cardigan ». Il a été créé pour battre l'ancien record de longueur pour un nom de gare de chemin de fer, détenu depuis 1860 par un autre village gallois : Llanfairpwllgwyngyllgogerychwyrndrobwllllantysiliogogogoch (58 lettres). En 2007, les autorités locales ont rendu à cette gare son nom d'origine, Golf Halt.